# Berlin Hauptbahnhof
Berlin Hauptbahnhof er Berlins hovedbanegård. Den betjener dagligt 350.000 passagerer og 1.100 tog. Banegården, som er opført hvor tidligere Lehrter Bahnhof lå, blev indviet 26. maj 2006.
Planerne om at bygge en ny stor banegård til aflastning af især Berlin Zoologischer Garten/Bahnhof Zoo opstod efter Tysklands genforening i 1990. Placeringen valgtes ud fra, at området var en del af et nærmest ubebygget ingenmandsland nær Berlinmuren, et område der også kom til at huse  Forbundsdagen, regeringen og centraladministrationen.
Banegården er i fem plan. To etager over gadeplan befinder den gamle øst-vest-gående Stadtbahn sig med 6 perronspor. To etager under gadeplan befinder en ny nord-syd-strækning sig med 8 perronspor. På de tre plan indimellem er der billetsalg, forretninger, spisesteder mv. Banegården beskæftiger i alt 900 medarbejdere, heraf 150 medarbejdere ved Deutsche Bahn.
Banegården betjenes af af InterCityExpress, InterCity, RegionalExpress, RegionalBahn, S-Bahn og bybusser. En U-Bahn-forbindelse (linje U55) blev indviet i 2009, og en tilslutning til sporvejsnettet i 2014.